# کوپر (تگزاس)
کوپر، تگزاس(به انگلیسی: Cooper, Texas) شهری در ایالت تگزاس از ایالات جنوبی ایالات متحده آمریکا است. در سرشماری سال ۲۰۰۰، جمعیت این شهر ۲۱۵۰ نفر اعلام شد.